# Hoang mạc Namib
Namib là một hoang mạc ven biển ở Nam Phi. Cái tên Namib bắt nguồn từ tiếng Nama và có nghĩa là "nơi rộng lớn". Theo định nghĩa rộng nhất, hoang mạc Namib kéo dài hơn 2.000 kilômét (1.200 mi) dọc miền ven biển Đại Tây Dương của Angola, Namibia, và Cộng hòa Nam Phi, từ sông Carunjamba (Angola) ở phía bắc, qua Namibia, đến sông Olifants ở Tây Cape, Nam Phi. Mạn bắc hoang mạc Namib, dài 450 kilômét (280 mi), mang tên hoang mạc Moçâmedes, còn mạn nam tiến gần hoang mạc Kalahari. Từ bờ Đại Tây Dương đi về phía đông, độ cao của hoang mạc dần được nâng cao, đạt tới 200 kilômét (120 mi) ở chân Dốc đứng Lớn. Lượng mưa hàng năm là từ 2 milimét (0,079 in) ở nơi khô nhất đến 200 milimét (7,9 in) ở sát dốc đứng, khiến Namib trở thành hoang mạc đúng nghĩa duy nhất ở miền Nam Phi. Mang khí hậu khí hậu khô cằn (hay bán khô cằn) đã 55–80 triệu năm, Namib có lẽ là hoang mạc cổ nhất Trái Đất và vài địa điểm tại đây thuộc hàng khô nhất.
Về địa mạo, hoang mạc này có những biển cát nằm gần bờ biển, còn những đồng bằng sỏi và những khối núi rải rác có mặt sâu hơn trong đất liền. Cồn cát tại đây có thể cao đến 300 mét (980 ft) và dài 32 kilômét (20 mi), đứng thứ hai thế giới sau những cồn ở hoang mạc Badain Jaran, Trung Quốc. Nhiệt độ ven biển khá ổn định và thường dao động từ 9–20 °C (48–68 °F), còn sâu trong đất liền thì biến thiên hơn - nhiệt độ ban ngày mùa hè có khi đạt đến 45 °C (113 °F) còn ban đêm chạm mức đóng băng. Sương mù bắt nguồn ngoài khơi từ sự tiếp xúc giữa hải lưu lạnh Benguela và khí ấm của Hadley Cell tạo ra một vành đai sương che phủ một phần hoang mạc. Vùng ven biển có thể phải chịu tới 180 ngày phủ sương trên năm. Dù đây là một mối nguy với tàu thuyền (bằng chứng là hơn một ngàn xác tàu nằm trên bờ biển xương), nó là nguồn ẩm sống còn cho sinh vật hoang mạc.
Namib gần như không có người cư ngụ, với sự hiện diện của chỉ vài điểm dân (nổi bật nhất là Walvis Bay và Swakopmund) và một số nhóm người mục súc bản địa, gồm người Himba và người Herero Obatjimba ở mạn bắc, và người Nama Topnaar mạn trung. Do sự cổ xưa của nó, Namib có nhiều loài đặc hữu hơn bất kỳ hoang mạc nào khác. Sinh vật hoang mạc chủ yếu là động vật chân khớp và những động vật khác sống nhờ nguồn nước nhỏ. Vùng nước biển lạnh ngoài khơi lại giàu tài nguyên hải sản và hỗ trợ cho sự sinh tồn của hải cẩu lông nâu và chim biển. Sâu hơn trong đất liền, vườn quốc gia Namib-Naukluft có những quần thể voi đồng cỏ châu Phi, ngựa vằn núi và những động vật lớn khác. Dù đại đa phần Namib thiếu vắng thực vật, địa y và cây mọng nước mọc ở ven biển, còn cỏ, cây bụi, và thực vật ngắn ngày sinh trưởng cạnh Dốc đứng Lớn.